# Oscar von Waldthausen

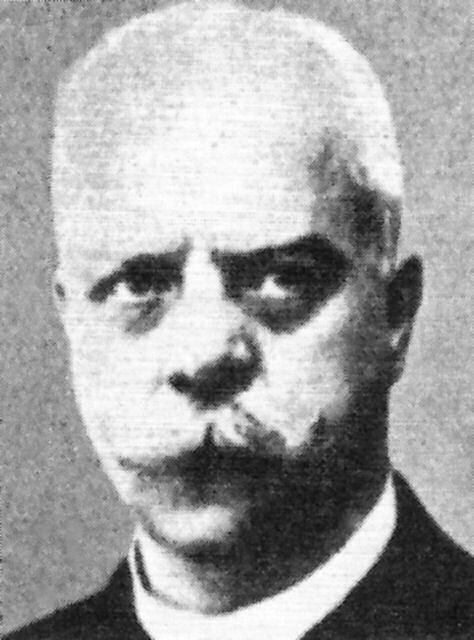
Oscar von Waldthausen

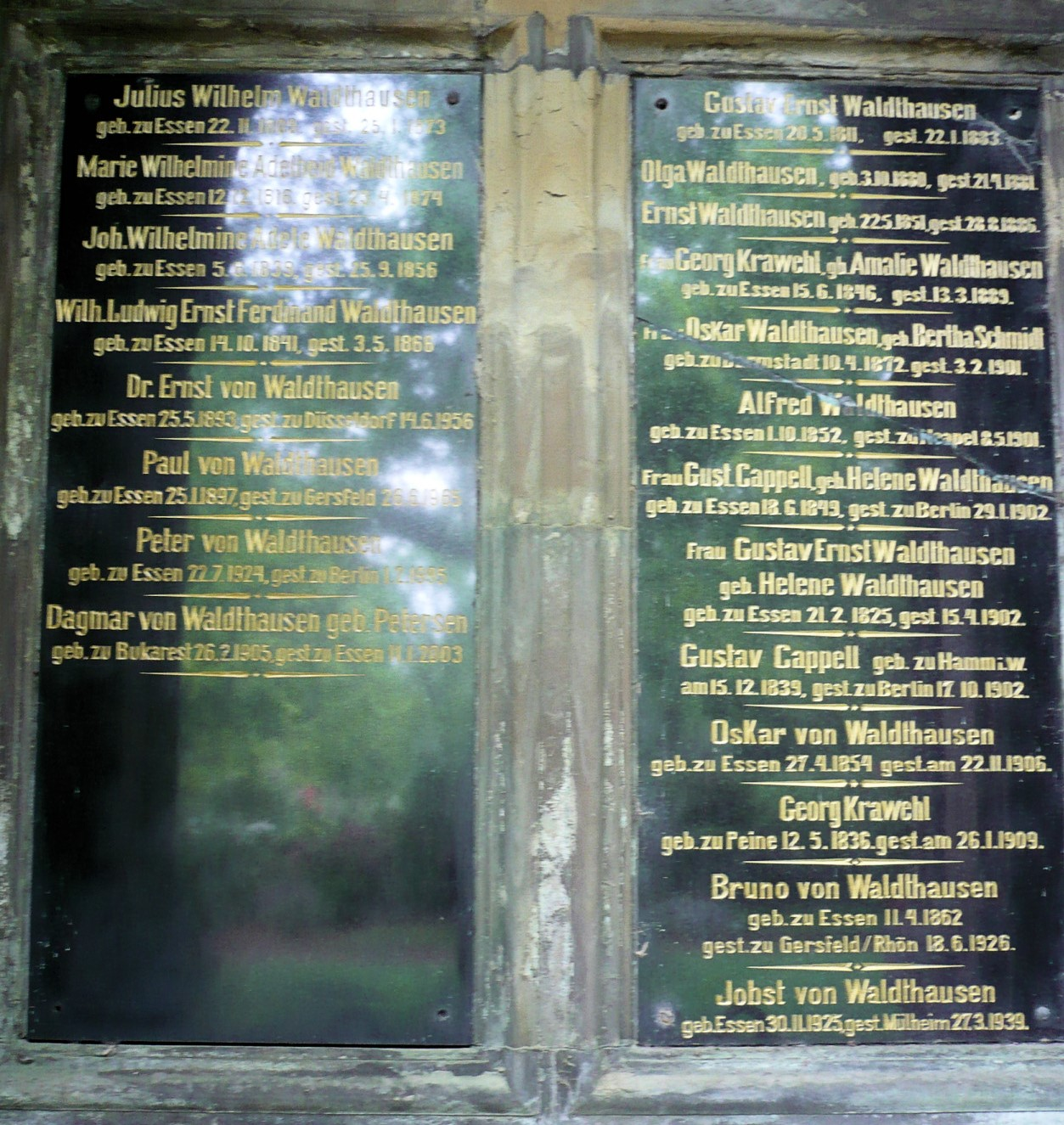
Tafel der Familiengruft Waldthausen auf dem Friedhof Bredeney

Oscar von Waldthausen (* 27. April 1854 in Essen; † 22. November 1906 ebenda) war ein deutscher Gewerke. Er trug den Ehrentitel Kommerzienrat und war Mitglied der einflussreichen Industriellenfamilie Waldthausen.

## Leben
Als Sohn des Unternehmers und Kommerzienrats Ernst von Waldthausen beendete er seine Schulausbildung 1879. Infolge trat er in die Leitung der Zeche Prosper ein. Diese bildete den Kern der Arenberg´schen Aktiengesellschaft für Bergbau und Hüttenbetriebe, deren Vorsitzender des Aufsichtsrates er 1883 nach dem Tod seines Vaters wurde. Zudem war er Grubenvorstand der Gewerkschaft Victor zu Rauxel und der Zeche Amalie im heutigen Essener Nordviertel. Im Bezirksausschuss Düsseldorf sowie im Kreisausschuss Essen und Recklinghausen war er ebenso Mitglied wie in zahlreichen berufsständischen Vereinigungen.
Er war mit Bertha geborene Schmidt (* 10. April 1874 in Darmstadt; † 3. Februar 1901) verheiratet, dem dritten Kind und der einzigen Tochter des Darmstädter Posamentier und Hoflieferanten Michael Schmidt (1821–1892) und dessen Ehefrau Marie geb. Heckmann (1836–1916). Aus der Ehe gingen die Söhne Bruno von Waldthausen und Paul von Waldthausen hervor.
Am 30. Juli 1902 erhielt er den Titel des Königlichen Kommerzienrats.
Er wurde auf dem Friedhof Bredeney in Essen beigesetzt.